# Chloropipo
A Chloropipo a madarak osztályának verébalakúak (Passeriformes) rendjébe és a piprafélék (Pipridae) családjába tartozó nem. Besorolásuk vitatott, egyes rendszerezők a Xenopipo nembe sorolják ezeket a fajokat is.

## Rendszerezésük
A nemet Jean Cabanis és Ferdinand Heine német ornitológusok írták le 1859-ben, jelenleg az alábbi 2 faj tartozik ide:
- Chloropipo flavicapilla[1] vagy Xenopipo flavicapilla[2]
- Chloropipo unicolor[1] vagy Xenopipo unicolor[2]

## Előfordulásuk
Dél-Amerika északnyugati részén, az Andok hegység területén honosak. Természetes élőhelyeik a szubtrópusi és trópusi esőerdők.

## Megjelenésük
Testhosszuk 12-13 centiméter közötti.

## Külső hivatkozások
- Képek az interneten a nembe tartozó fajokról